# María Teresa Revilla
María Teresa Revilla López (Tetuán, entonces Protectorado español de Marruecos, 15 de octubre de 1936) es una abogada y política española, diputada de la legislatura constituyente y de la I legislatura elegida por la provincia de Valladolid por UCD. Fue la única mujer miembro de la Comisión Constitucional del Congreso de los Diputados de España en la Legislatura Constituyente encargada de redactar la Constitución española de 1978. Es especialmente conocida por su defensa de la plenitud de derechos de las mujeres en el artículo 14 de la constitución .

## Biografía
Nació el 15 de octubre de 1936 en Tetuán el entonces Protectorado español de Marruecos, en el seno de una familia vinculada al ejército.
Estudió la carrera de Derecho en la Universidad Autónoma de Madrid. Llegó a la política desde la universidad en 1977. Inició su actividad política en el Partido Popular siendo miembro del Comité Provincial de Valladolid.Posteriormente, en las elecciones de junio de 1977 fue elegida Diputada por Valladolid por Unión de Centro Democrático partido del que fue miembro del Comité Ejecutivo.

### Comisión Constitucional
Formó parte de la  legislatura constituyente (1977-1979)siendo la única mujer miembro de la Comisión Constitucional encargada de redactar la Constitución española de 1978 de la que formaron parte 39 miembros. Fue ella quien pidió al presidente José Calvo Sotelo que le dejara participar en la comisión.
Defendió la plenitud de derechos de las mujeres en el artículo 14 de la Constitución de 1978contraviniendo la directriz de su partido. "Yo presenté una enmienda porque para mí era inconcebible que si en el artículo 14 se dice que todos los españoles eran iguales sin distinción, después se prefiera el varón para la sucesión de la Corona. Eso era una incoherencia y una incongruencia. Preparé una enmienda y la presenté" explicó años después.

La Constitución supuso un salto fundamental y decisivo para la mujer en España. A partir de ella se empezaron a corregir las desigualdades existentes en las leyes la mujer comenzó realmente a poder ser lo que ella misma consiguiera con su esfuerzo (...) Yo creo que ninguna de las diputadas de aquella legislatura constituyente estuvimos conformes en la regulación de la Corona en lo que se refiere al orden sucesorio. ¿Cómo se pudo entonces discriminar a la mujer en flagrante contradicción con lo que se decía en el artículo 14 de la propia Constitución? Aún hoy no encuentro razón suficiente.

Durante el periodo que ocupó un escaño en el Congreso como diputada asumió además otras responsabilidades en diferentes comisiones, entre ellas: fue vocal de la Comisión de Constitución desde el 4 de agosto de 1977 al 13 de febrero de 1978, Vocal de la Comisión de Asuntos Constitucionales y Libertades Públicas del 13 de febrero de 1978 al 2 de enero de 1979 y Vocal de la Comisión Especial de los Problemas del Trasvase Tajo y Segura.  De mayo de 1979 a marzo de 1982 presidió la Comisión de Cultura del Congreso.También participó como vocal en la Comisión de Investigación sobre RTVE (1979-1982) y en la Comisión de Control Parlamentario de RTVE (1980-1982).

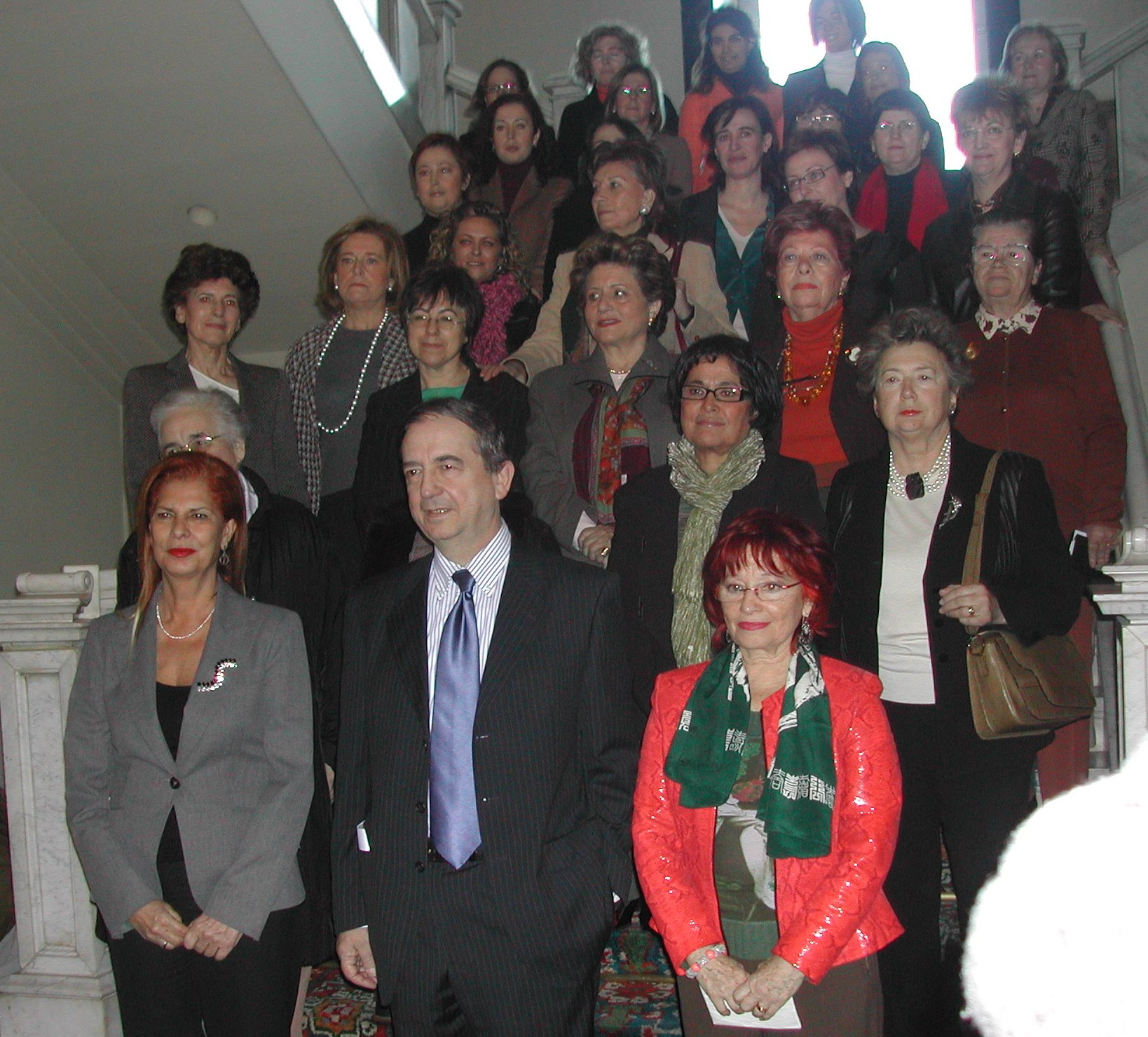
Reunión en el Senado de senadoras y diputadas de la Legislatura Constituyente. Madrid enero 2006

En las siguientes elecciones generales de 1982 Teresa Revilla no fue invitada a formar parte de las listas electorales de UCD y se retiró de la política.
En 2023 recibió el premio El Club de las 25 entregado por Meritxell Batet, otorgado por la asociación feminista El Club de las 25. 
En diciembre de 2024 participó en el homenaje celebrado en el Congreso a las "27 madres de la Constitución. "La situación en que vivíamos antes las mujeres, que estaban completamente ajenas a muchas cosas de la sociedad (...) Mi idea era la igualdad entre hombres y mujeres y conseguir que en España viniera la democracia" señaló en su intervención.
Publicó artículos de tema político en El Norte de Castilla.

## Reconocimientos
- El CEIP de Fresno el Viejo, Valladolid lleva el nombre de Teresa Revilla.[16]
- 2023 premio El Club de las 25.[13]
- 2024 En diciembre de 2024 el Congreso rindió tributo a las diputadas constituyentes colocando una placa conmemorativa a las 27 parlamentarias constituyentes.[15]